# Exopheticus
Exopheticus is een geslacht van kreeftachtigen uit de klasse van de Malacostraca (hogere kreeftachtigen).

## Soorten
- Exopheticus hughi (Rathbun, 1914)
- Exopheticus insignis (Alcock, 1900)